# 榛球针壳
榛球针壳（学名：Phyllactinia guttata）是属于白粉菌目白粉菌科球针壳属的一种真菌，寄生在桦木科植物上。该种分布于中国、日本、丹麦、印度、俄罗斯、波兰、美国、瑞典、意大利、德国等地。
其种加词“guttata”意为“点状纹样的”。